# H.O.M.E.-Studios
Die H.O.M.E.-Studios („House Of Music & Entertainment“) sind der größte Tonstudio-Komplex in Hamburg. Begründer und Besitzer ist der deutsche Musikproduzent Franz Plasa.

## Allgemein
Das Studio liegt im Hamburger Stadtteil Eimsbüttel. Es existiert seit den 1980er Jahren. Zunächst unter dem Namen „Chateau Du Pape“.
1998 wird es von Plasa übernommen, neu konfiguriert und kann mit Produktionen für Echt und Selig schnell erste Erfolge verbuchen (u. a. Platz 1 der deutschen Albumcharts mit dem Album „Freischwimmer“ von Echt). Weitere In-House-Produktionen sind u. a.: Udo Lindenberg, Nena, der Soundtrack „Sonnenallee“ und der Soundtrack „Knockin‘ On Heaven’s Door“.
Des Weiteren nahmen Künstler wie Eminem, Mariah Carey, Xavier Naidoo, Herbert Grönemeyer und Lauryn Hill in den H.O.M.E.-Studios auf. Die Band Depeche Mode nahm Teile ihres Albums „Songs of Faith and Devotion“ in den Räumlichkeiten auf.
Aus dem Umfeld Plasas und der H.O.M.E.-Studios kommen auch der Tonmeister Peter Schmidt (Peter Fox, Reamonn, Beatsteaks) und die Produzenten und Songwriter Philipp Schwär (Elif, Fayzen, Cäthe) und Benni Dernhoff (Johannes Oerding, Namika, Peter Maffay).
Heute produziert das Studio sowohl Künstler des angeschlossenen Labels „Bring Me Home“, als auch für alle gängigen Firmen aus der Musik-, Film- und Werbeindustrie.

## Ausstattung
Die H.O.M.E.-Studios sind nach dem Raum-in-Raum-Prinzip erbaut und somit akustisch entkoppelt. Die H.O.M.E.-Studios beherbergen mehrere kleinere Studios und Pre-Production-Räume, sowie zwei große Studios mit separaten Aufnahme- und Regieräumen. Beide Studios sind mit Mischpulten der Firma Solid State Logic ausgerüstet. Die Regie von Studio 1 sowie die dazugehörigen großen Abhörmonitore wurden von Roger Quested designt. Der Aufnahmeraum 1 wurde von Akustiker Wolfgang Jensen erbaut. Angebunden an beide Tonstudios sind zwei 9 m³ Kachelräume, diese sind mit einer speziell durch Kacheln und Spiegel erzeugten Akustik unterschiedlich benutzbar.